# Valle de la Luna (Bolivie)
Pour les articles homonymes, voir Valle de la Luna (homonymie).
 (février 2023).
Si vous disposez d'ouvrages ou d'articles de référence ou si vous connaissez des sites web de qualité traitant du thème abordé ici, merci de compléter l'article en donnant les références utiles à sa vérifiabilité et en les liant à la section « Notes et références ».
La Vallée de la Lune (en espagnol : El Valle de la Luna) se trouve à environ 10 km du centre de La Paz, en Bolivie.
La Vallée de la Lune est une région due à l'érosion de la partie supérieure d'une montagne. Le sol, composé d'argile, est de nature fragile, et au cours des siècles, les éléments ont sculpté une œuvre d'art, semblable à un désert de stalagmites. Cette vallée ressemble à une autre région du département de La Paz, connue sous le nom de Valle de las Animas (es).
Les montagnes aux environs de la Paz sont formées d'argiles. Ce qui est remarquable est que ces argiles sont composées de certains minéraux différents ou en proportions variables d'une montagne à une autre. Ainsi, chaque versant a une couleur différente, créant une impression visuelle très plaisante. Ils sont en grande majorité d'une couleur claire proche du beige ou d'un marron très pâle. Mais on peut rencontrer aussi des zones quasiment rouges présentant des tons violet sombre.

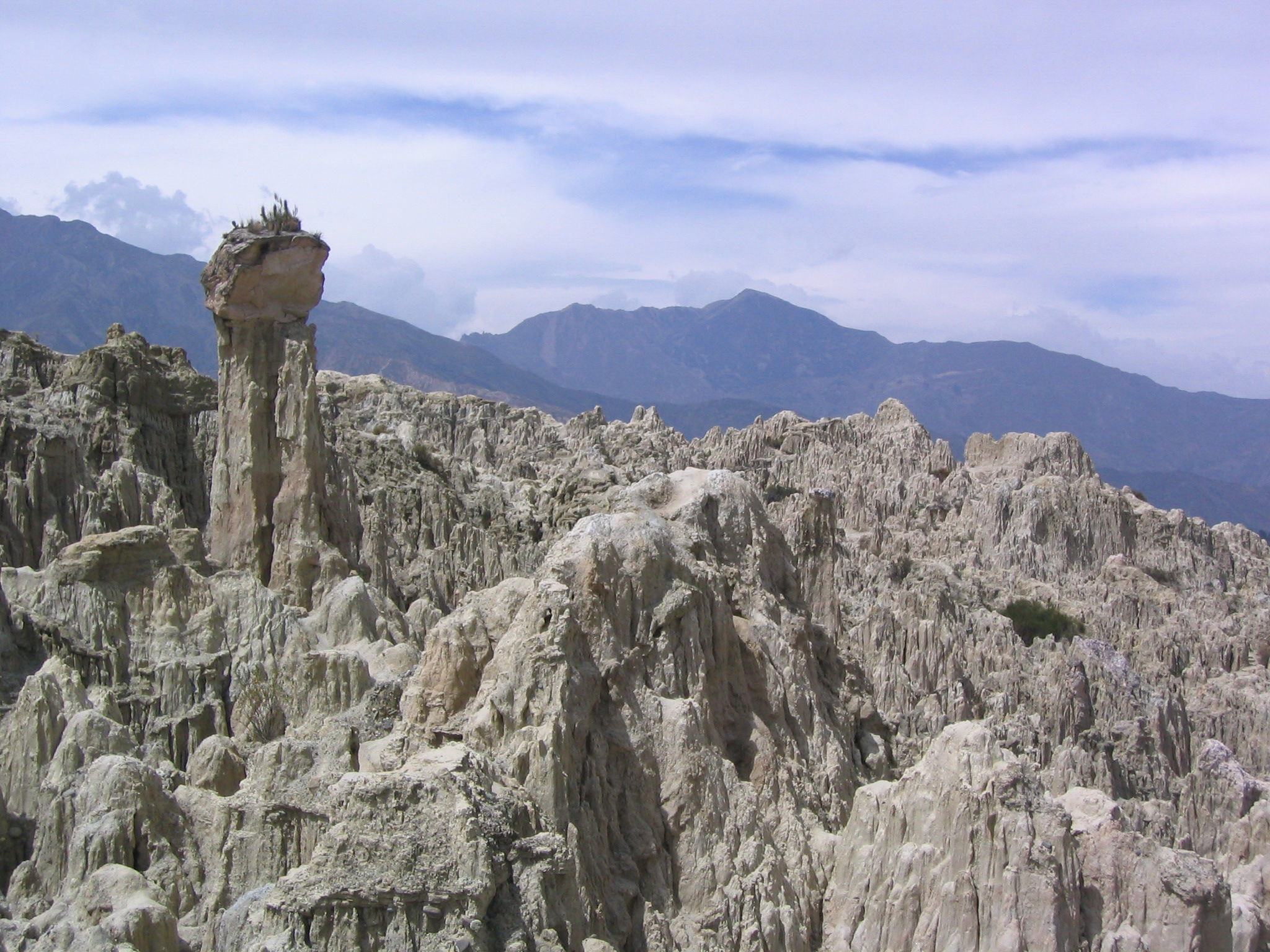
Une cheminée de fée dans la vallée.